# Henry Murger

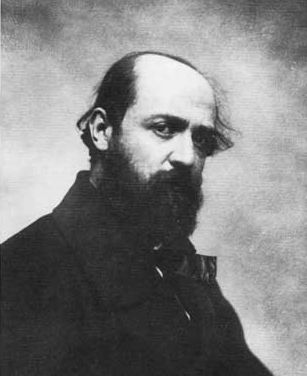
Henry Murger, 1854

Henry Murger, ook Henri Murger (Parijs, 27 maart 1822 – aldaar, 28 januari 1861) was een Frans schrijver en dichter.
Zijn belangrijkste werk is Scènes de la Vie de Bohème (1851), gebaseerd op zijn eigen ervaringen als straatarm schrijver op een zolderkamertje in Parijs, met een aantal vrienden die zich spottend 'de waterdrinkers' noemden omdat ze nooit geld hadden voor wijn. Het boek verscheen als feuilleton en bracht Murger roem en welstand, waarna hij het leven als bohemien snel de rug toekeerde.
Naast boeken schreef hij ook gedichten, waaronder La Chanson de Musette, waarvan Théophile Gautier opmerkte dat het "een traan was die een parel van de poëzie is geworden". Scènes de la vie de bohème werd de basis voor de opera La bohème van Puccini.